# Acetilenodiol
Acetilenodiol, é uma substância química com a fórmula HO-C≡C-OH. É instável na fase condensada, embora a seu tautômero glyoxal H(C=O)2H seja bem conhecido.